# Литтл Никки
Николь Шортленд (англ. Nicole Shortland; род. 5 марта 1996), наиболее известна как Литтл Никки (англ. Little Nikki) — британская певица и автор песен из Лондона. Наиболее известна своим синглом «Little Nikki Says», который достиг 53 места в UK Singles Chart. Была участницей группы SoundGirl.

## Карьера

### 2010-12: SoundGirl
См. статью SoundGirl в английском разделе
Начала свою карьеру будучи участницей группы SoundGirl. В 2011 году трио выпустило сингл «Don't Know Why», которому удалось попасть на 45 место в UK Singles Chart. Позже они записали ещё два сингла, которые доступны только на их канале на YouTube: «The Game» и «Walking On Air». В апреле 2012 года группа распалась.

### 2012-настоящее: Прорыв
2 ноября 2012 года Литтл Никки выпустила свой дебютный сингл «Intro Intro». 26 апреля 2013 года состоялся релиз её второго сингла «Where I’m Coming From». 6 сентября 2013 года был выпущен её третий сингл «Little Nikki Says», который затем прозвучал в рекламе интернет-магазина Boohoo.com. Песня достигла 53 места в UK Singles Chart. Участвовала в записи песни Maxsta «Wanna Go». Данный сингл попал на 43 место в UK Singles Chart. Также выступила автором песни «Towers» для второго альбома Little Mix Salute. Другая песня певицы «YoYo» также прозвучала в рекламе Boohoo.com. В 2014 году Никки и DJ Fresh записали песню «Make U Bounce», за основу которой была взята композиция ТС 2012 года «Make You Bounce». Релиз песни состоялся 22 июня.

## Дискография

### Синглы

#### В качестве ведущего артиста
| 2012                                                      | «Intro Intro»                                 | —   | н/д |
| 2013                                                      | «Where I’m Coming From»                       | —   | н/д |
| 2013                                                      | «Little Nikki Says»                           | 53  | н/д |
| 2014                                                      | «Right Before My Eyes» (совместно с DJ S.K.T) | 140 | н/д |
| «—» означает, что сингл не попал в чарты или был выпущен. |                                               |     |     |

#### В качестве приглашённого артиста
| 2013                                                         | «Wanna Go» (совместно с Maxsta)               | 43 | Неальбомный сингл |
| 2014                                                         | «Make U Bounce» (совместно с DJ Fresh vs. TC) | 10 | TBA               |
| «—» означает, что сингл не попал в чарты или не был выпущен. |                                               |    |                   |

### Музыкальные видео
| Год  | Название                | Режиссёр |
| ---- | ----------------------- | -------- |
| 2012 | «Intro Intro»           | н/д      |
| 2013 | «Where I’m Coming From» | н/д      |
| 2013 | «Little Nikki Says»     | н/д      |
| 2014 | «YoYo»                  | н/д      |